# Торси-ле-Пети (Об)
Торси́-ле-Пети́ (фр. Torcy-le-Petit) — коммуна во Франции, находится в регионе Шампань — Арденны. Департамент — Об. Входит в состав кантона Арси-сюр-Об. Округ коммуны — Труа.
Код INSEE коммуны — 10380.
Коммуна расположена приблизительно в 140 км к востоку от Парижа, в 50 км южнее Шалон-ан-Шампани, в 28 км к северу от Труа.

## Население
Население коммуны на 2008 год составляло 80 человек.
| 1962 | 1968 | 1975 | 1982 | 1990 | 1999 | 2008 |
| ---- | ---- | ---- | ---- | ---- | ---- | ---- |
| 71   | 60   | 63   | 65   | 86   | 84   | 80   |

## Экономика
В 2007 году среди 46 человек в трудоспособном возрасте (15—64 лет) 35 были экономически активными, 11 — неактивными (показатель активности — 76,1 %, в 1999 году было 66,7 %). Из 35 активных работали 32 человека (19 мужчин и 13 женщин), безработных было 3 (1 мужчина и 2 женщины). Среди 11 неактивных 3 человека были учениками или студентами, 5 — пенсионерами, 3 были неактивными по другим причинам.

## Фотогалерея

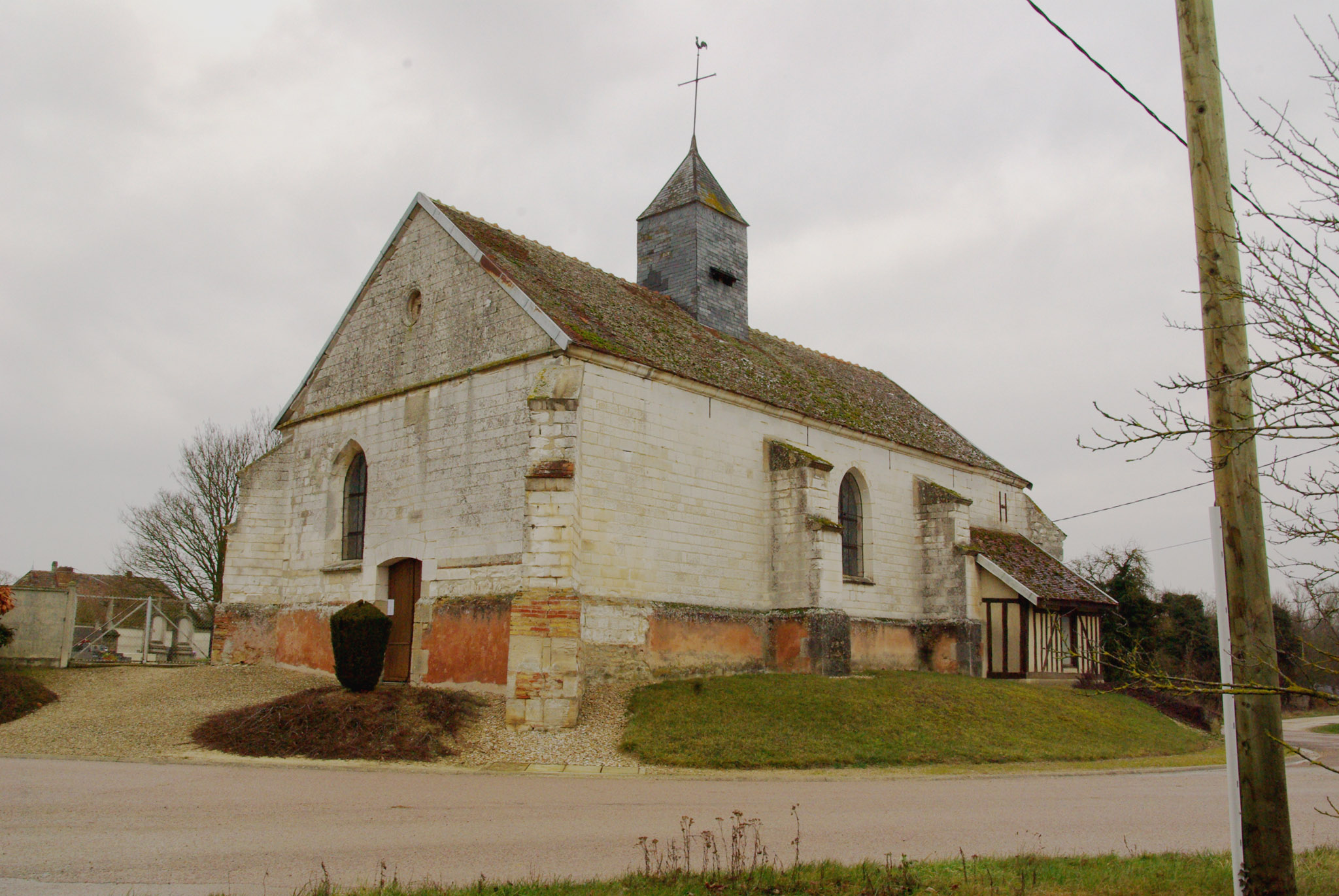
Церковь Сен-Леонар
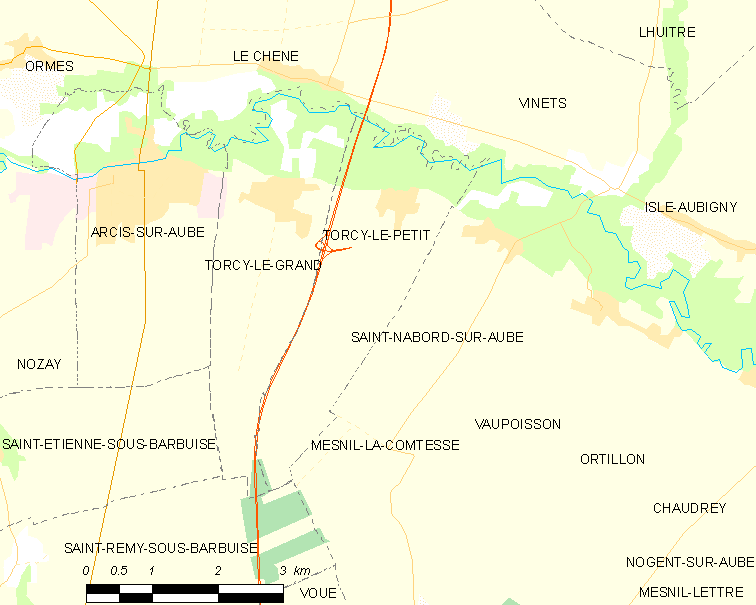
Карта коммуны